# 浅見帆帆子
浅見 帆帆子（あさみ ほほこ、1977年1月29日 - ）は、日本の東京都出身のエッセイスト、ソフトファニシングコーディネーター（クッションや枕作りなど）。
青山学院初等部、青山学院中等部・高等部を経て、青山学院大学国際政治経済学部を卒業。血液型はB型。1児の母。

## 著書
- 『ロンドンの勉強―ワクワクの探し方』　光文社知恵の森文庫、 2001年　　新装版 廣済堂出版、2007年
- 『大丈夫! うまくいくから―感謝がすべてを解決する』　幻冬舎、2003年　同文庫版、2006年
- 『ちょっと話してみました』 グラフ社 2003年　（船井幸雄との対談本）
- 『いつも忘れないで。』ダイヤモンド社 2004年
- 『HOHOKOスタイル』 ダイヤモンド社、2004年
- 『わたしの「あなた」はどこにいるの?』PHP研究所、 2005年
- 『おかえりなさい 待っていたよ』 PHP研究所、2005年
- 『占いをどこまで信じていますか?―あなたの意識で運命は変えられる』 幻冬舎 2007年

「毎日、ふと思う」シリーズ（著者による日記）　廣済堂出版（一部グラフ社版、幻冬舎文庫版もあり)
- 毎日、ふと思う―帆帆子の日記2001(グラフ社、2002/11/01)
  - 毎日、ふと思う―帆帆子の日記 (幻冬舎 幻冬舎文庫、2006/04/01)
  - 毎日、ふと思う 新装版―帆帆子の日記(廣済堂出版、2007/07/18)
- 毎日、ふと思う〈2〉帆帆子の日記2002(グラフ社、2003/10/01)
  - 毎日、ふと思う―帆帆子の日記〈2〉 (幻冬舎 幻冬舎文庫、2006/06/01)
  - 毎日、ふと思う〈2〉 新装版―帆帆子の日記(廣済堂出版、2007/09/01)
- 毎日、ふと思う〈3〉帆帆子の日記2003(グラフ社、2004/08/01)
  - 毎日、ふと思う―帆帆子の日記〈3〉(幻冬舎 幻冬舎文庫、2006/08/01)
  - 毎日、ふと思う〈3〉新装版―帆帆子の日記(廣済堂出版、2007/10/01)
- 今日もごきげん― 毎日、ふと思う (4)(グラフ社、2005/07/01)
  - 今日もごきげん―毎日、ふと思う〈4〉新装版 帆帆子の日記(廣済堂出版、2007/12/01)
  - 今日もごきげん―毎日、ふと思う4 (廣済堂出版　廣済堂文庫、2012/09/29)
- 見上げたら、虹 ―毎日、ふと思う5帆帆子の日(廣済堂出版、2006/07/22)
  - 見上げたら、虹―毎日、ふと思う5 (廣済堂出版　廣済堂文庫、2012/09/29)
- この風に乗ろう―毎日、ふと思う〈6〉帆帆子の日記(廣済堂出版、2007/08/01)
- トンネルの向こうは、お花畑―毎日ふと思う7 帆帆子の日記(廣済堂出版 (2008/10/21)
- 都会の空にも、夕焼け―毎日ふと思う8帆帆子の日記(廣済堂出版、2009/09/17)
- もっと高くへ―毎日ふと思う9 帆帆子の日記(廣済堂出版、2010/09/18)
- 港が見えた！―毎日、ふと思う10　帆帆子の日記(廣済堂出版、2011/06/09)
- 空のくじら―毎日ふと思う11 帆帆子の日記(廣済堂出版、2012/07/10)
- 福来たる―毎日、ふと思う12 帆帆子の日記(廣済堂出版、2013/11/22)
- どこに向かうの? なにをしたいの?―毎日、ふと思う13 帆帆子の日記(廣済堂出版、2014/11/25)
- 自分を知る旅―毎日、ふと思う14 帆帆子の日記(廣済堂出版、2015/11/27)
- こんなところに神様が・・・―毎日、ふと思う15 帆帆子の日記(廣済堂出版、2016/09/02)
- 変化はいつも突然に・・・―毎日、ふと思う16 帆帆子の日記(廣済堂出版、2017/08/31)
- 育児の合間に、宇宙とつながる―毎日、ふと思う17 帆帆子の日記(廣済堂出版、2018/09/29)
- 引越し、ヨット、凪、出航―毎日、ふと思う18　帆帆子の日記(廣済堂出版、2019/09/03）

「夢はかなう」シリーズ
- 『宇宙につながると夢はかなう 〜さらに強運になる33の方法〜』フォレスト出版 2009年
- 『あなたの夢がかないますように』 ダイヤモンド社 2009年

「運がよくなる」シリーズ
- 『やっぱりこれで運がよくなった！』 廣済堂出版 2005年　同文庫（なでしこ文庫）版　2009年
- 舛田光洋『運がよくなる「親子そうじ力」』 三笠書房、2007年（「母から与えられた掃除と運の関係」について寄稿）
- 『あなたの運はもっとよくなる!―私が実践している36の方法』 三笠書房 2008年

「わかった!」シリーズ
- 『わかった! 運がよくなるコツ―ウソだと思ったら、ためしてみよう』　廣済堂出版、2002年　同文庫（なでしこ文庫）版2008年
- 『わかった! 恋愛編 運がよくなるコツ―あなたの思い、きっと伝わります』 廣済堂出版、2003年　同文庫（なでしこ文庫）版2009年
- 『わかった! 夢を実現するコツ 〜まず、あなたが幸せになろう〜』 （第二章に横峯さくらとの対談あり）　廣済堂出版、2010年

「あなたは絶対!」シリーズ
- 『あなたは絶対! 運がいい』　グラフ社、2001年 同2004年愛蔵版　幻冬舎、文庫版2006年　廣済堂出版、新装版 2007年
- 『あなたは絶対! 守られている』　グラフ社、2002年 幻冬舎、文庫版2006年　廣済堂出版、新装版 2007年
- 『あなたは絶対！運がいい2 〜夢の実現力〜確信すれば思いはかなう』　廣済堂出版、2008年

そのほか数冊の訳書がある。